# Bitwa nad Ane

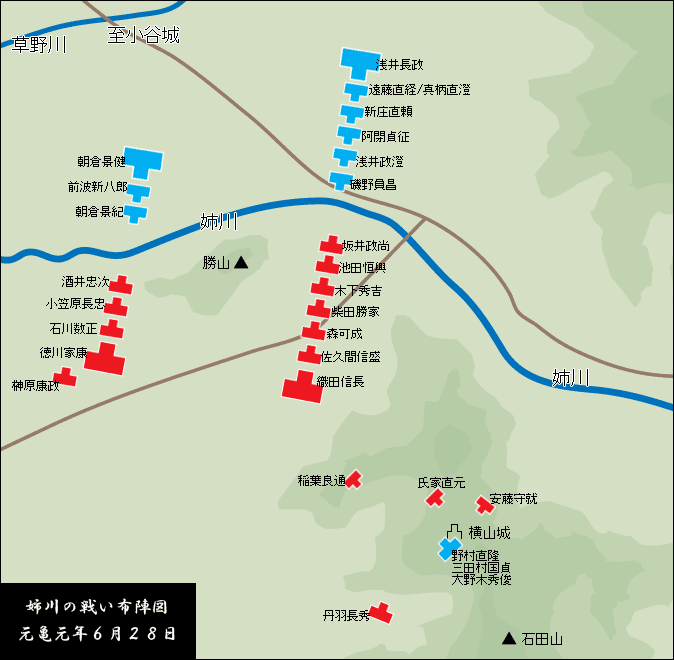
Plan bitwy nad Ane: kolor turkusowy: siły rodów Asakura (zachód) i Azai (wschód), kolor czerwony: siły rodów Tokugawa (zachód) i Oda (wschód)

Bitwa nad rzeką Ane (jap. 姉川の戦い Ane-gawa no tatakai) – bitwa w Japonii, która miała miejsce 9 sierpnia 1570 r.  nad rzeką Ane, niedaleko jeziora Biwa (obecnie prefektura Shiga). Było to starcie między koalicją rodów Azai (lub Asai) i Asakura a klanami Oda i Tokugawa, zakończone zwycięstwem Nobunagi Ody. W konsekwencji przegranej bitwy nastąpił upadek pokonanych rodów Azai i Asakura.

## Geneza
W 1568 r. Nobunaga Oda, który wcześniej podporządkował sobie prowincje Owari i Mino, zajął stolicę Japonii Kioto i osadził tam nowego sioguna z rodu Ashikaga – Yoshiakiego Ashikagę. Nominat jednak usiłował prowadzić niezależną politykę, której celem było przywrócenie zasad siogunatu z okresu Muromachi. Próby te napotykały na konsekwentny opór Ody. Wywołało to konflikt pomiędzy wczorajszymi sojusznikami. Z inicjatywy sioguna Yoshiakiego Ashikagi w połowie 1570 r. powstała szeroka koalicja przeciwko Odzie. Obejmowała ona mnichów (sōhei) z buddyjskich klasztorów Ishiyama Hongan-ji i Enryaku-ji oraz rody Takeda, Asakura i Azai.